# ماركوس آتيلوس ريغولوس
ماركوس آتيلوس ريغولوس ( ولد حوالي 306 ق.م - توفي حوالي 250 ق.م ) .

قائد عسكري روماني اشتهر بتحطيمه لأسطول قرطاجة البحري.
كان ريغولوس أحد القادة الرومان الأفذاذ في الحرب الاولى مع قرطاجة حطم اسطولا قرطاجياً في معركة خليج إكنوموس ، وغزا أفريقية وهزم جيشا قرطاجيا، ولكن بعد مضي سنة، وفي سنة 255 ق م، هزم شخصيا في المعركة وأسر .وعرض عليه القرطاجيون إطلاق سراحه للعودة إلى وطنه شرط الموافقة على إجراء مفاوضات للسلام ثم العودة إلى قرطاجة لتبادل الأسرى وعندما عاد إلى روما لم يشأ مجلس الشيوخ الموافقة على أي شرط للسلام فقد كان المجلس مصمماً علـى تحطيم الدولة القرطاجية، ووفى ريغولوس بعهده وعاد إلى قرطاجة وصرح بانه اخفق في مساعيه فقبض عليه، وعذب حتــــى الموت 